# Frick Collection
Frick Collection er et kunstmuseum på Manhattan i New York i USA. Det er i et palæ tegnet af Thomas Hastings og opført i 1913-4 på vegne af Henry Clay Frick (1849-1919). Bygningen blev ændret og udvidet af John Russell Pope i de tidlige 1930'ere for at gøre det til en offentlig institution. Det blev åbnet som museum den 16. december 1935.
Muset er et af de mere fremstående mindre kunstmuseer i USA med en lille, men særdeles vigtig samling af malerier af europæiske mestre og værdifulde møbler. Malerierne er stor set ophængt efter Fricks anvisninger, og nyindkøbte værker passer ind i den eksisterende samling.

## Kunstsamling
Samlingen indeholder nogle af de bedst kendte malerier af de største europæiske kunstnere, såvel som en mængde skulpturer og porcelæn. Der er også franske 18. hundredtals møbler, limogesemaljer og orientalske tæpper. Efter Fricks død udvidede hans datter Helen Clay Frick (1888-1984) samlingen med en tredjedel nye numre.
I alt indeholder samlingen mere end 1.100 kunstværker fra renæssancen til slutningen af det 19. århundrede.
Den italienske renæssance er repræsenteret ved italienske malerier af Giovanni Bellini, Gentile Bellini, Agnolo Bronzino, Cimabue, Duccio di Buoninsegna, Gentile da Fabriano, Fra Filippo Lippi, Piero della Francesca, Tizian og Paolo Veronese og senere malerier af Giovanni Battista Tiepolo og Francesco Guardi.
Fra den hollandske guldalder i det 17. århundrede er tre af Johannes Vermeer (Soldaten og den smilende pige, Musiktimen, Dame med tjenestepige og brev) og hovedværker af Rembrandt, Gerard ter Borch, Jan van de Capelle, Aelbert Cuyp, Frans Hals, Jan van der Heyden, Meindert Hobbema, Gabriel Metsu, Jacob van Ruisdael, Salomon van Ruysdael, Isaac van Ostade og Philips Wouwerman. Og af flamske malere fra samme periode Pieter Brueghel den Ældre, Gerard David, Hans Memling, Peter Paul Rubens, Jan van Eyck og Anthonis van Dyck, som er repræsenteret med otte malerier.
Af engelske malerier fra det 18. århundrede er der syv af Thomas Gainsborough og værker af John Constable, Francis Cotes, William Hogarth, John Hoppner, Thomas Lawrence, Henry Raeburn, Joshua Reynolds, George Romney og Joseph Mallord William Turner.
Spanske malere er repræsenteret ved malerier af Francisco de Goya, El Greco og Diego Velázquez. Af tyske kunstnere er der et maleri af Konrad Witz og to af Hans Holbein den yngre.
Et specielt fokus for samlingen er det franske maleri, hvoraf François Boucher og Jean-Honoré Fragonard har deres eget rum. Derudover indeholder samlingen værker af Jean-Baptiste Pater, Jean-Marc Nattier, Jean-Antoine Watteau, Claude Lorrain, Jean-Baptiste Greuze, Chardin og Jacques-Louis David. Fra det 19. århundrede: Camille Corot, Charles-François Daubigny, Jean-Auguste-Dominique Ingres, Edgar Degas, Jules Dupré, Jacob Maris, Anton Mauve, Édouard Manet, Jean-François Millet, Claude Monet, Pierre-Auguste Renoir, Théodore Rousseau og Constant Troyon.
Kunstsamlingen har også nogle få amerikanske kunstnere som Gilbert Stuart med et portræt af George Washington og James McNeill Whistler.

## Udvalgte værker
- Bronzino: Portræt af Lodovico Capponi
- Holbein d.y. :: Portræt af Thomas Morus
- El Greco : Jesus i templet
- Tizian : Mand med rød hue
- Rembrandt : Selvportræt
- Vermeer: Musiktimen
- Ingres: Louise de Broglie
- Renoir: Promenade